# Dominique Sergent
Dominique Sergent, né à Laval, théologien dominicain français du XVIe siècle.

## Biographie
Dominicain comme Pierre Ragot, il fait profession au couvent du Mans. Il va étudier au couvent de Saint-Jacques de Paris, et, à la demande du roi Henri II du 30 novembre 1548, est reçu bachelier en théologie, quoique la faculté eût déjà admis quatre Dominicains dans l'année. 
Il dispute la chaire de théologie au couvent de Saint-Jacques à Jean Seichépée, prétextant que la présentation de son concurrent par le général de l'Ordre était au préjudice des privilèges de la Congrégation gallicane, parce que Seichépée n'avait point soutenu la Sorbonique, assaut de tous les bacheliers contre le candidat qui durait tout un jour. Sergent a subi avec succès cette épreuve. Il a gain de cause en Parlement et Seichépée n'eut que la seconde chaire. Toutefois, le vainqueur doit se présenter dans une attitude d'humble suppliant à la faculté de théologie le 17 octobre 1554.
Intraitable sur les privilèges de sa congrégation, il empêcha encore en 1558 le général de prendre le collège Saint-Jacques sous son autorité immédiate, se fit admettre à la licence par la protection du cardinal de Lorraine, le 30 janvier 1560, malgré l'opposition de son supérieur, puis l'année suivante fut envoyé en exil dans le couvent dominicain de Laval. 
L'abbé Angot ne sait pas s'il s'y rendit, car il assiste le 15 juin 1562 à une séance solennelle de la Sorbonne. Mais il est prieur de Laval de 1567 à 1570, du Mans en 1572, enfin de Saint-Jacques de Paris, 1573, 1574 avec le titre de prédicateur ordinaire de la reine Élisabeth d'Autriche. Il a à sévir contre un de ses religieux qui avait manqué d'égards au recteur de l'Université. Il prend le titre de vicaire général en 1574, reparaît à Laval en 1577, y est prieur en 1578. Il a dédié le 19 octobre 1564 à Avignon au cardinal Georges d'Armagnac les Deux livres du baptesme des hérétiques, montrant si on doit le réitérer, selon André René Le Paige, contre Pierre Viret, imprimés à Avignon en 1566. Il vit encore en 1584.

## Source
- « Dominique Sergent », André René Le Paige, Dictionnaire topographique historique généalogique et bibliographique de la province du Maine, 1777 [détail des éditions] (lire sur Wikisource)
- « Dominique Sergent », dans Alphonse-Victor Angot et Ferdinand Gaugain, Dictionnaire historique, topographique et biographique de la Mayenne, Laval, A. Goupil, 1900-1910 [détail des éditions] (BNF 34106789, présentation en ligne), tome III, p. 712-713